# 박운숙 초가겹집
박운숙 초가겹집(朴雲淑 초가겹집)은 경상북도 안동시, 안동민속박물관에 있다. 2013년 4월 9일 안동시의 문화유산 제82호로 지정되었다.